# Scooby Dum
Scooby Dum je lik iz Scooby Dooa. Sivi je pas i bratić od Scooby Dooa.

## Obitelj
- Scooby Doo (bratić)
- Ruby Doo (sestrična)
- Howdy Doo (bratić)
- Skippy Doo (bratić)